# Тур де Свис 2025.
Тур де Свис 2025. било је 88 издање етапне бициклистичке трке Тур де Свиса, која је одржана у периоду од 15. до 22. јуна у Швајцарској, као 24 трка у оквиру UCI ворлд тура 2025. Вожено је осам етапа, укупна дужина је износила 1.283 km, старт је био у Киснахту, док је последња етапа вожена до Стокшитеа. Вожена је једна равна етапа, четири брдске, двије планинске и брдски хронометар на крају. Највећи фаворити су били Жоао Алмеида, Бен о Конор, Александар Власов, Оскар Онли и Феликс Гал.
Ромен Грегоар је побиједио на првој етапи и узео је прву лидерску мајицу, који је носио на четири етапе, након чега је преузео Кевин Вокелен на петој етапи. Он је мајицу задржао до хронометра на последњој етапи, пред који је имао 33 секунде предности испред Алмеиде. На хронометру, Алмеида је побиједио 25 секунди испред Гала и минут и 40 секунди испред Вокелена и освојио је трку минут и седам секунди испред Вокелена, док је на трећем мјесту у генералном пласману завршио Онли. Алмеида је освојио класификацију по поенима, Власов брдску, Вокелен класификацију за најбољег младог возача, [[<Квин Симонсс]] награду за најагресивнијег возача, а Израел—премијер тех тимску класификацију.

## Тимови
На трци су учествовала 22 тима са по седам возача. Свих 18 ворлд тур тимова имало је аутоматску позивницу и били су обавезни да учествују пошто је трка била у ворлд туру прије 2017. године, док су два најбоља про тур тима за претходну сезону такође имали аутоматску позивницу за све ворлд тур трке, али нису били обавезни да учествују. Лото и Израел—премијер тех су били најбољи про тур тимови на крају сезоне 2024. и одлучили су да учествују, док су специјалне позивнице добили швајцарски тимови Ку 36.5 про сајклинг и Тудор про сајклинг.
UCI ворлд тур тимови:
| - Алпесин—декунинк - Аркеа—бб хотелс - Бахреин—викторијус - Визма—лејз а бајк - Групама—ФДЈ - Декатлон АГ2Р ла мондијал - ЕФ едукејшон—изипост - Инеос гренадирс - Интермарше—ванти | - Кофидис - Лидл—трек - Мовистар - Пикник постнл - Ред бул—Бора–ханзго - Судал—Квик-степ - УАЕ тим емирејтс ХРГ - ХДС Астана - Џејко—алула |

UCI про тур тимови:
| - Лото - Израел—премијер тех | - Ку 36.5 про сајклинг - Тудор про сајклинг |

## Новчане награде и бодови

### Новчане награде
Укупан новчани фонд на трци износио је 130.000 евра, Побједник је добио 16.000 евра, другопласирани 8.000, трећепласирани 4.000, четвртопласирани 2.000, а награде је добијало првих 20 возача, с тим да су возачи од 10. до 20. мјеста добијали по 400 евра. Побједници брдске, класификације по поенима, класификације за најбољег младог возача и тимске класификације добили су по 2.000 евра. Лидер генералног пласмана на свакој етапи добијао је по 300 евра.
Побједник сваке појединачне етапе добијао је по 4.000 евра, другопласирани 2.000, трећепласирани 1.000, а награде је добијало првих 20 возача, с тим да су возачи од 10. до 20. мјеста добијали по 100 евра.
| Позиција | Етапе      | Класификације     | Класификације            | Класификације        | Класификације       | Класификације        | Класификације | Класификације |
| Позиција | Етапе      | Генерални пласман | Класификација по поенима | Брдска класификација | Најбољи млади возач | Тимска класификација |               |               |
| -------- | ---------- | ----------------- | ------------------------ | -------------------- | ------------------- | -------------------- | ------------- | ------------- |
| Позиција | Етапе      | 1.                | 4.000 евра               | 16.000 евра          | 2.000 евра          | 2.000 евра           | 2.000 евра    | 2.000 евра    |
| 2.       | 2.000 евра | 8.000 евра        | —                        | —                    | —                   | —                    | —             | —             |
| 3.       | 1.000 евра | 4.000 евра        | —                        | —                    | —                   | —                    | —             | —             |
| 4.       | 500 евра   | 2.000 евра        | —                        | —                    | —                   | —                    | —             | —             |
| 5.       | 400 евра   | 1.600 евра        | —                        | —                    | —                   | —                    | —             | —             |
| 6.       | 300 евра   | 1.200 евра        | —                        | —                    | —                   | —                    | —             | —             |
| 7.       | 300 евра   | 1.200 евра        | —                        | —                    | —                   | —                    | —             | —             |
| 8.       | 200 евра   | 800 евра          | —                        | —                    | —                   | —                    | —             | —             |
| 9.       | 200 евра   | 800 евра          | —                        | —                    | —                   | —                    | —             | —             |
| 10.      | 100 евра   | 400 евра          | —                        | —                    | —                   | —                    | —             | —             |
| 11.      | 100 евра   | 400 евра          | —                        | —                    | —                   | —                    | —             | —             |
| 12.      | 100 евра   | 400 евра          | —                        | —                    | —                   | —                    | —             | —             |
| 13.      | 100 евра   | 400 евра          | —                        | —                    | —                   | —                    | —             | —             |
| 14.      | 100 евра   | 400 евра          | —                        | —                    | —                   | —                    | —             | —             |
| 15.      | 100 евра   | 400 евра          | —                        | —                    | —                   | —                    | —             | —             |
| 16.      | 100 евра   | 400 евра          | —                        | —                    | —                   | —                    | —             | —             |
| 17.      | 100 евра   | 400 евра          | —                        | —                    | —                   | —                    | —             | —             |
| 18.      | 100 евра   | 400 евра          | —                        | —                    | —                   | —                    | —             | —             |
| 19.      | 100 евра   | 400 евра          | —                        | —                    | —                   | —                    | —             | —             |
| 20.      | 100 евра   | 400 евра          | —                        | —                    | —                   | —                    | —             | —             |
| Дневно   | 300 евра   | 300 евра          |                          |                      |                     |                      |               |               |

### Бодови
Бодове у UCI свјетском рангирању добили су првих 60 возача. Побједник трке је добио 500, другопласирани 400, трећепласирани 325, четвртопласирани 275, а петопласирани 225. Бодове је добијало првих десет возача на свакој етапи, побједник 60, другопласирани 40, а трећепласирани 30, док је лидер трке добијао по 10 бодова на свакој етапи.
| Позиција | Генерални пласман | Етапе |
| -------- | ----------------- | ----- |
| 1.       | 500               | 60    |
| 2.       | 400               | 40    |
| 3.       | 325               | 30    |
| 4.       | 275               | 25    |
| 5.       | 225               | 20    |
| 6.       | 175               | 15    |
| 7.       | 150               | 10    |
| 8.       | 125               | 8     |
| 9.       | 100               | 5     |
| 10.      | 85                | 2     |
| 11.      | 70                | —     |
| 12.      | 60                | —     |
| 13.      | 50                | —     |
| 14.      | 40                | —     |
| 15.      | 35                | —     |
| 16—20.   | 30                | —     |
| 21—30.   | 20                | —     |
| 31—50.   | 10                | —     |
| 51—55.   | 5                 | —     |
| 56—60.   | 3                 | —     |
| Дневно   | 10                | —     |

## Рута и етапе
| Етапа  | Датум   | Рута                              | Дистанца | Тип   | Тип               | Побједник               | Реф.   |
| ------ | ------- | --------------------------------- | -------- | ----- | ----------------- | ----------------------- | ------ |
| 1.     | 15. јун | Киснахт — Киснахт                 | 129.4    |       | Брдска етапа      | Ромен Грегоар (ФРА)     | [ 21 ] |
| 2.     | 16. јун | Арау — Шварце                     | 177      |       | Брдска етапа      | Винченцо Албанезе (ИТА) | [ 22 ] |
| 3.     | 17. јун | Арау — Хајден                     | 195.6    |       | Брдска етапа      | Квин Симонс (САД)       | [ 23 ] |
| 4.     | 18. јун | Хајден — Пјуро (Италија)          | 193.2    |       | Планинска етапа   | Жоао Алмеида (ПОР)      | [ 24 ] |
| 5.     | 19. јун | Ла Пунт — Санта Марија ин Каланка | 183.8    |       | Планинска етапа   | Оскар Онли (УК)         | [ 25 ] |
| 6.     | 20. јун | Хур — Нојхаузен ам Рајнфал        | 186.7    |       | Равна етапа       | Јорди Меус (БЕЛ)        | [ 26 ] |
| 7.     | 21. јун | Нојхаузен ам Рајнфал — Еметен     | 207.3    |       | Брдска етапа      | Жоао Алмеида (ПОР)      | [ 27 ] |
| 8.     | 22. јун | Бекенрид — Стокшите               | 10       |       | Брдски хронометар | Жоао Алмеида (ПОР)      | [ 28 ] |
| Укупно | Укупно  | Укупно                            | 1.283    | 1.283 | 1.283             | 1.283                   |        |

## Етапе

### 1. етапа
15. јун 2025. — Киснахт — Киснахт, 129.4 km
| Позиција | Возач                    | Тим                  | Вријеме    |
| -------- | ------------------------ | -------------------- | ---------- |
| 1.       | Ромен Грегоар (ФРА)      | Групама—ФДЈ          | 2ч 50' 15" |
| 2.       | Кевин Вокелен (ФРА)      | Аркеа—бб хотелс      | + 20"      |
| 3.       | Барт Лемен (ХОЛ)         | Визма—лејз а бајк    | + 20"      |
| 4.       | Жилијен Алафилип (ФРА)   | Тудор про сајклинг   | + 20"      |
| 5.       | Бен о Конор (АУС)        | Џејко—алула          | + 1' 07"   |
| 6.       | Феликс Гросшартнер (АУТ) | УАЕ тим емирејтс ХРГ | + 1' 07"   |
| 7.       | Пабло Кастриљо (ШПА)     | Мовистар             | + 1' 07"   |
| 8.       | Ленард Кемна (ЊЕМ)       | Лидл—трек            | + 1' 07"   |
| 9.       | Рајнер Кеплингер (АУТ)   | Бахреин—викторијус   | + 1' 07"   |
| 10.      | Никола Кончи (ИТА)       | ХДС Астана           | + 1' 26"   |

| Позиција | Возач                    | Тим                  | Вријеме    |
| -------- | ------------------------ | -------------------- | ---------- |
| 1.       | Ромен Грегоар (ФРА)      | Групама—ФДЈ          | 2ч 50' 05" |
| 2.       | Кевин Вокелен (ФРА)      | Аркеа—бб хотелс      | + 24"      |
| 3.       | Барт Лемен (ХОЛ)         | Визма—лејз а бајк    | + 26"      |
| 4.       | Жилијен Алафилип (ФРА)   | Тудор про сајклинг   | + 26"      |
| 5.       | Бен о Конор (АУС)        | Џејко—алула          | + 1' 17"   |
| 6.       | Феликс Гросшартнер (АУТ) | УАЕ тим емирејтс ХРГ | + 1' 17"   |
| 7.       | Пабло Кастриљо (ШПА)     | Мовистар             | + 1' 17"   |
| 8.       | Ленард Кемна (ЊЕМ)       | Лидл—трек            | + 1' 17"   |
| 9.       | Рајнер Кеплингер (АУТ)   | Бахреин—викторијус   | + 1' 17"   |
| 10.      | Бен Свифт (УК)           | Инеос гренадирс      | + 1' 32"   |

### 2. етапа
16. јун 2025. — Арау — Шварце, 177 km
| Позиција | Возач                     | Тим                       | Вријеме    |
| -------- | ------------------------- | ------------------------- | ---------- |
| 1.       | Винченцо Албанезе (ИТА)   | ЕФ едукејшон—изипост      | 3ч 55' 57" |
| 2.       | Фабио Кристен (ШВА)       | Ку 36.5 про сајклинг      | + 0"       |
| 3.       | Луис Аски (УК)            | Групама—ФДЈ               | + 0"       |
| 4.       | Квин Симонс (САД)         | Лидл—трек                 | + 0"       |
| 5.       | Дени ван Попел (ХОЛ)      | Ред бул—Бора–ханзго       | + 0"       |
| 6.       | Пол Лаперја (ФРА)         | Декатлон АГ2Р ла мондијал | + 0"       |
| 7.       | Пељо Билбао (ШПА)         | Бахреин—викторијус        | + 0"       |
| 8.       | Николо Бурати (ИТА)       | Бахреин—викторијус        | + 0"       |
| 9.       | Гал Гливар (СЛО)          | Алпесин—декунинк          | + 0"       |
| 10.      | Фабио ван ден Босхе (БЕЛ) | Алпесин—декунинк          | + 0"       |

| Позиција | Возач                    | Тим                  | Вријеме    |
| -------- | ------------------------ | -------------------- | ---------- |
| 1.       | Ромен Грегоар (ФРА)      | Групама—ФДЈ          | 6ч 46' 01" |
| 2.       | Кевин Вокелен (ФРА)      | Аркеа—бб хотелс      | + 25"      |
| 3.       | Барт Лемен (ХОЛ)         | Визма—лејз а бајк    | + 27"      |
| 4.       | Жилијен Алафилип (ФРА)   | Тудор про сајклинг   | + 27"      |
| 5.       | Бен о Конор (АУС)        | Џејко—алула          | + 1' 18"   |
| 6.       | Феликс Гросшартнер (АУТ) | УАЕ тим емирејтс ХРГ | + 1' 18"   |
| 7.       | Ленард Кемна (ЊЕМ)       | Лидл—трек            | + 1' 18"   |
| 8.       | Пабло Кастриљо (ШПА)     | Мовистар             | + 1' 18"   |
| 9.       | Рајнер Кеплингер (АУТ)   | Бахреин—викторијус   | + 1' 18"   |
| 10.      | Бен Свифт (УК)           | Инеос гренадирс      | + 1' 33"   |

### 3. етапа
17. јун 2025. — Арау — Хајден, 195.6 km
| Позиција | Возач                 | Тим                       | Вријеме    |
| -------- | --------------------- | ------------------------- | ---------- |
| 1.       | Квин Симонс (САД)     | Лидл—трек                 | 4ч 39' 42" |
| 2.       | Жоао Алмеида (ПОР)    | УАЕ тим емирејтс ХРГ      | + 18"      |
| 3.       | Оскар Онли (УК)       | Пикник постнл             | + 18"      |
| 4.       | Ромен Грегоар (ФРА)   | Групама—ФДЈ               | + 18"      |
| 5.       | Кевин Вокелен (ФРА)   | Аркеа—бб хотелс           | + 18"      |
| 6.       | Јан Кристен (ШВА)     | УАЕ тим емирејтс ХРГ      | + 18"      |
| 7.       | Фабио Кристен (ШВА)   | Ку 36.5 про сајклинг      | + 18"      |
| 8.       | Пељо Билбао (ШПА)     | Бахреин—викторијус        | + 18"      |
| 9.       | Феликс Гал (АУТ)      | Декатлон АГ2Р ла мондијал | + 18"      |
| 10.      | Клемен Шампусен (ФРА) | ХДС Астана                | + 18"      |

| Позиција | Возач                    | Тим                  | Вријеме     |
| -------- | ------------------------ | -------------------- | ----------- |
| 1.       | Ромен Грегоар (ФРА)      | Групама—ФДЈ          | 11ч 26' 01" |
| 2.       | Кевин Вокелен (ФРА)      | Аркеа—бб хотелс      | + 25"       |
| 3.       | Барт Лемен (ХОЛ)         | Визма—лејз а бајк    | + 27"       |
| 4.       | Жилијен Алафилип (ФРА)   | Тудор про сајклинг   | + 27"       |
| 5.       | Бен о Конор (АУС)        | Џејко—алула          | + 1' 18"    |
| 6.       | Феликс Гросшартнер (АУТ) | УАЕ тим емирејтс ХРГ | + 1' 18"    |
| 7.       | Ленард Кемна (ЊЕМ)       | Лидл—трек            | + 1' 18"    |
| 8.       | Пабло Кастриљо (ШПА)     | Мовистар             | + 1' 18"    |
| 9.       | Вил Барта (САД)          | Мовистар             | + 1' 37"    |
| 10.      | Лоренцо Фортунато (ИТА)  | ХДС Астана           | + 1' 37"    |

### 4. етапа
18. јун 2025. — Хајден — Пјуро (Италија), 193.2 km
| Позиција | Возач                  | Тим                       | Вријеме    |
| -------- | ---------------------- | ------------------------- | ---------- |
| 1.       | Жоао Алмеида (ПОР)     | УАЕ тим емирејтс ХРГ      | 4ч 10' 19" |
| 2.       | Оскар Онли (УК)        | Пикник постнл             | + 40"      |
| 3.       | Бен о Конор (АУС)      | Џејко—алула               | + 42"      |
| 4.       | Кевин Вокелен (ФРА)    | Аркеа—бб хотелс           | + 1' 00"   |
| 5.       | Ромен Грегоар (ФРА)    | Групама—ФДЈ               | + 1' 00"   |
| 6.       | Феликс Гал (АУТ)       | Декатлон АГ2Р ла мондијал | + 1' 00"   |
| 7.       | Илан ван Вилдер (БЕЛ)  | Судал—Квик-степ           | + 1' 02"   |
| 8.       | Клемен Шампусен (ФРА)  | ХДС Астана                | + 1' 02"   |
| 9.       | Жилијен Алафилип (ФРА) | Тудор про сајклинг        | + 1' 02"   |
| 10.      | Ленард Кемна (ЊЕМ)     | Лидл—трек                 | + 1' 02"   |

| Позиција | Возач                  | Тим                       | Вријеме     |
| -------- | ---------------------- | ------------------------- | ----------- |
| 1.       | Ромен Грегоар (ФРА)    | Групама—ФДЈ               | 15ч 37' 20" |
| 2.       | Кевин Вокелен (ФРА)    | Аркеа—бб хотелс           | + 25"       |
| 3.       | Жилијен Алафилип (ФРА) | Тудор про сајклинг        | + 29"       |
| 4.       | Бен о Конор (АУС)      | Џејко—алула               | + 56"       |
| 5.       | Ленард Кемна (ЊЕМ)     | Лидл—трек                 | + 1' 20"    |
| 6.       | Пабло Кастриљо (ШПА)   | Мовистар                  | + 1' 20"    |
| 7.       | Жоао Алмеида (ПОР)     | УАЕ тим емирејтс ХРГ      | + 2' 07"    |
| 8.       | Оскар Онли (УК)        | Пикник постнл             | + 2' 53"    |
| 9.       | Феликс Гал (АУТ)       | Декатлон АГ2Р ла мондијал | + 3' 23"    |
| 10.      | Клемен Шампусен (ФРА)  | ХДС Астана                | + 3' 25"    |

### 5. етапа
19. јун 2025. — Ла Пунт — Санта Марија ин Каланка, 183.8 km
| Позиција | Возач                    | Тим                       | Вријеме    |
| -------- | ------------------------ | ------------------------- | ---------- |
| 1.       | Оскар Онли (УК)          | Пикник постнл             | 4ч 33' 28" |
| 2.       | Жоао Алмеида (ПОР)       | УАЕ тим емирејтс ХРГ      | + 0"       |
| 3.       | Феликс Гал (АУТ)         | Декатлон АГ2Р ла мондијал | + 23"      |
| 4.       | Кевин Вокелен (ФРА)      | Аркеа—бб хотелс           | + 57"      |
| 5.       | Метју Ричитело (САД)     | Израел—премијер тех       | + 1' 05"   |
| 6.       | Илан ван Вилдер (БЕЛ)    | Судал—Квик-степ           | + 1' 14"   |
| 7.       | Жилијен Алафилип (ФРА)   | Тудор про сајклинг        | + 1' 22"   |
| 8.       | Ленард Кемна (ЊЕМ)       | Лидл—трек                 | + 1' 46"   |
| 9.       | Феликс Гросшартнер (АУТ) | УАЕ тим емирејтс ХРГ      | + 2' 25"   |
| 10.      | Џорџ Бенет (НЗЛ)         | Израел—премијер тех       | + 2' 38"   |

| Позиција | Возач                  | Тим                       | Вријеме     |
| -------- | ---------------------- | ------------------------- | ----------- |
| 1.       | Кевин Вокелен (ФРА)    | Аркеа—бб хотелс           | 20ч 12' 10" |
| 2.       | Жилијен Алафилип (ФРА) | Тудор про сајклинг        | + 29"       |
| 3.       | Жоао Алмеида (ПОР)     | УАЕ тим емирејтс ХРГ      | + 39"       |
| 4.       | Оскар Онли (УК)        | Пикник постнл             | + 1' 21"    |
| 5.       | Ленард Кемна (ЊЕМ)     | Лидл—трек                 | + 1' 44"    |
| 6.       | Бен о Конор (АУС)      | Џејко—алула               | + 2' 16"    |
| 7.       | Феликс Гал (АУТ)       | Декатлон АГ2Р ла мондијал | + 2' 20"    |
| 8.       | Пабло Кастриљо (ШПА)   | Мовистар                  | + 2' 40"    |
| 9.       | Метју Ричитело (САД)   | Израел—премијер тех       | + 3' 08"    |
| 10.      | Илан ван Вилдер (БЕЛ)  | Судал—Квик-степ           | + 3' 17"    |

### 6. етапа
20. јун 2025. — Хур — Нојхаузен ам Рајнфал, 186.7 km
| Позиција | Возач                   | Тим                       | Вријеме    |
| -------- | ----------------------- | ------------------------- | ---------- |
| 1.       | Јорди Меус (БЕЛ)        | Ред бул—Бора–ханзго       | 4ч 10' 24" |
| 2.       | Давиде Балерини (ИТА)   | ХДС Астана                | + 0"       |
| 3.       | Луис Аски (УК)          | Групама—ФДЈ               | + 0"       |
| 4.       | Мадис Микелс (ЕСТ)      | ЕФ едукејшон—изипост      | + 0"       |
| 5.       | Николо Бурати (ИТА)     | Бахреин—викторијус        | + 0"       |
| 6.       | Дени ван Попел (ХОЛ)    | Ред бул—Бора–ханзго       | + 0"       |
| 7.       | Павел Битнер (ЧЕШ)      | Пикник постнл             | + 0"       |
| 8.       | Пол Лаперја (ФРА)       | Декатлон АГ2Р ла мондијал | + 0"       |
| 9.       | Маријус Мајрхофер (ЊЕМ) | Тудор про сајклинг        | + 0"       |
| 10.      | Стефано Олдани (ИТА)    | Кофидис                   | + 0"       |

| Позиција | Возач                  | Тим                       | Вријеме     |
| -------- | ---------------------- | ------------------------- | ----------- |
| 1.       | Кевин Вокелен (ФРА)    | Аркеа—бб хотелс           | 24ч 22' 34" |
| 2.       | Жилијен Алафилип (ФРА) | Тудор про сајклинг        | + 29"       |
| 3.       | Жоао Алмеида (ПОР)     | УАЕ тим емирејтс ХРГ      | + 39"       |
| 4.       | Оскар Онли (УК)        | Пикник постнл             | + 1' 21"    |
| 5.       | Ленард Кемна (ЊЕМ)     | Лидл—трек                 | + 1' 44"    |
| 6.       | Бен о Конор (АУС)      | Џејко—алула               | + 2' 16"    |
| 7.       | Феликс Гал (АУТ)       | Декатлон АГ2Р ла мондијал | + 2' 20"    |
| 8.       | Пабло Кастриљо (ШПА)   | Мовистар                  | + 2' 40"    |
| 9.       | Метју Ричитело (САД)   | Израел—премијер тех       | + 3' 08"    |
| 10.      | Илан ван Вилдер (БЕЛ)  | Судал—Квик-степ           | + 3' 17"    |

### 7. етапа
21. јун 2025. — Нојхаузен ам Рајнфал — Еметен, 207.3 km
| Позиција | Возач                    | Тим                       | Вријеме    |
| -------- | ------------------------ | ------------------------- | ---------- |
| 1.       | Жоао Алмеида (ПОР)       | УАЕ тим емирејтс ХРГ      | 4ч 38' 25" |
| 2.       | Оскар Онли (УК)          | Пикник постнл             | + 0"       |
| 3.       | Кевин Вокелен (ФРА)      | Аркеа—бб хотелс           | + 0"       |
| 4.       | Феликс Гал (АУТ)         | Декатлон АГ2Р ла мондијал | + 4"       |
| 5.       | Жилијен Алафилип (ФРА)   | Тудор про сајклинг        | + 8"       |
| 6.       | Феликс Гросшартнер (АУТ) | УАЕ тим емирејтс ХРГ      | + 1' 07"   |
| 7.       | Џозеф Блекмор (УК)       | Тудор про сајклинг        | + 1' 07"   |
| 8.       | Илан ван Вилдер (БЕЛ)    | Судал—Квик-степ           | + 1' 07"   |
| 9.       | Клемен Шампусен (ФРА)    | ХДС Астана                | + 1' 07"   |
| 10.      | Ленард Кемна (ЊЕМ)       | Лидл—трек                 | + 1' 07"   |

| Позиција | Возач                  | Тим                       | Вријеме     |
| -------- | ---------------------- | ------------------------- | ----------- |
| 1.       | Кевин Вокелен (ФРА)    | Аркеа—бб хотелс           | 29ч 00' 55" |
| 2.       | Жоао Алмеида (ПОР)     | УАЕ тим емирејтс ХРГ      | + 33"       |
| 3.       | Жилијен Алафилип (ФРА) | Тудор про сајклинг        | + 41"       |
| 4.       | Оскар Онли (УК)        | Пикник постнл             | + 1' 19"    |
| 5.       | Феликс Гал (АУТ)       | Декатлон АГ2Р ла мондијал | + 2' 28"    |
| 6.       | Ленард Кемна (ЊЕМ)     | Лидл—трек                 | + 2' 55"    |
| 7.       | Бен о Конор (АУС)      | Џејко—алула               | + 3' 27"    |
| 8.       | Пабло Кастриљо (ШПА)   | Мовистар                  | + 4' 25"    |
| 9.       | Илан ван Вилдер (БЕЛ)  | Судал—Квик-степ           | + 4' 28"    |
| 10.      | Клемен Шампусен (ФРА)  | ХДС Астана                | + 6' 05"    |

### 8. етапа
22. јун 2025. — Бекенрид — Стокшите, 10 km
| Позиција | Возач                 | Тим                       | Вријеме  |
| -------- | --------------------- | ------------------------- | -------- |
| 1.       | Жоао Алмеида (ПОР)    | УАЕ тим емирејтс ХРГ      | 27' 33"  |
| 2.       | Феликс Гал (АУТ)      | Декатлон АГ2Р ла мондијал | + 25"    |
| 3.       | Оскар Онли (УК)       | Пикник постнл             | + 1' 12" |
| 4.       | Кевин Вокелен (ФРА)   | Аркеа—бб хотелс           | + 1' 40" |
| 5.       | Хари Свини (УК)       | ЕФ едукејшон—изипост      | + 1' 54" |
| 6.       | Александар Власов     | Ред бул—Бора–ханзго       | + 2' 04" |
| 7.       | Бен о Конор (АУС)     | Џејко—алула               | + 2' 07" |
| 8.       | Вил Барта (САД)       | Мовистар                  | + 2' 13" |
| 9.       | Финли Пикеринг (УК)   | Бахреин—викторијус        | + 2' 14" |
| 10.      | Илан ван Вилдер (БЕЛ) | Судал—Квик-степ           | + 2' 19" |

| Позиција | Возач                  | Тим                       | Вријеме     |
| -------- | ---------------------- | ------------------------- | ----------- |
| 1.       | Жоао Алмеида (ПОР)     | УАЕ тим емирејтс ХРГ      | 29ч 29' 01" |
| 2.       | Кевин Вокелен (ФРА)    | Аркеа—бб хотелс           | + 1' 07"    |
| 3.       | Оскар Онли (УК)        | Пикник постнл             | + 1' 58"    |
| 4.       | Феликс Гал (АУТ)       | Декатлон АГ2Р ла мондијал | + 2' 20"    |
| 5.       | Жилијен Алафилип (ФРА) | Тудор про сајклинг        | + 3' 57"    |
| 6.       | Ленард Кемна (ЊЕМ)     | Лидл—трек                 | + 4' 52"    |
| 7.       | Бен о Конор (АУС)      | Џејко—алула               | + 5' 08"    |
| 8.       | Илан ван Вилдер (БЕЛ)  | Судал—Квик-степ           | + 6' 16"    |
| 9.       | Пабло Кастриљо (ШПА)   | Мовистар                  | + 6' 41"    |
| 10.      | Клемен Шампусен (ФРА)  | ХДС Астана                | + 8' 30"    |

## Класификације
На Тур де Свис трци додјељивале су се четири различите мајице за четири класификације, а поред њих је постојала и тимска класификација и награда за најагресивнијег возача, награда за најбољег швајцарског возача на свакој етапи, Тисот километар и награда Вожња за Ђина Медера која се додјељивала на петој етапи.
- Прва и најважнија класификација био је генерални пласман, јер је побједник генералног пласмана такође и побједник трке.[46] Пласман се рачунао тако што су се на времена возача остварена на првој етапи, додавала времена остварена на свакој наредној.[47] Три првопласирана возача на свакој етапи, осим на хронометру на последњој етапи, добијали су временску бонификацију од 10, 6 и 4 секунде, док се на по два пролазна циља на свакој етапи додјељивала временска бонификација од 3, 2 и 1 секунде.[48] Возач са најмањим укупним временом у току трку носио је жуту мајицу и сматра се побједником на крају трке.[47]

- Једна од другостепених класификација била је класификација по поенима. На свакој етапи поене је добијало првих пет возача, а број поена који се додјељивао био је исти без обзира на тип етапе. Побједник  је добијао 12 поена, другопласирани 8, трећепласирани 6, четвртопласирани 4 и петопласирани 2 поена.[49] На пролазним циљевима поене су добијала три првопласирана возача, 6, 4 и 2 поена.[49] Лидер класификације је носио црну мајицу.[47]

- Једна од другостепених класификација била је и брдска класификација, за коју су се поени додјељивали првим возачима који пређу преко означених успона, који су били категоризовани у три категорија. На успонима прве категорије поене је добијало пет првопласираних возача, 12, 8, 6, 4 и 2,[45] на успонима друге категорије поене је добијало такође пет првопласираних возача, 6, 4, 3, 2 и 1 поен, а на успонима треће категорије поене су добијала три првопласирана возача, 3, 2 и 1 поен.[50] Лидер класификације носио је црвену мајицу.[47]

- Четврта мајица која се додјељивала је за најбољег младог возача. У класификацији су се такмичили само возачи млађи од 25 година, а лидер се одлучивао према оствареном времену, исто као и за генерални пласман.[47] Пласман се рачунао тако што су се на времена возача остварена на првој етапи, додавала времена остварена на свакој наредној.[47] Три првопласирана возача на свакој етапи, осим на хронометру на последњој етапи, добијали су временску бонификацију од 10, 6 и 4 секунде, док се на по два пролазна циља на свакој етапи додјељивала временска бонификација од 3, 2 и 1 секунде.[48] Возач са најмањим укупним временом у току трку носио је бијелу мајицу и сматра се побједником класификације на крају трке.[47]

- Једна од класификација је била тимска класификација, која се рачунала тако што су се на крају сваке етапе сабирала времена прве тројице возача из сваког тима, а водећи тим био је тим са најмањим укупним временом.[51] На свакој етапи додјељивала се награда за најагресивнијег возача, Тисот километар и најбољег швајцарског возача,[51] док се на петој етапи додјељивала награда вожња за Ђина, у част Ђина Медера, коју је освојио Александар Власов.[45]

| Етапа | Побједник         | Генерални пласман · | Класификација по поенима · | Брдска класификација · | Најбољи млади возач · | Тимска класификација · | Најагресивнији возач | Најбољи швајцарски возач | Тисот километар   |
| ----- | ----------------- | ------------------- | -------------------------- | ---------------------- | --------------------- | ---------------------- | -------------------- | ------------------------ | ----------------- |
| 1.    | Ромен Грегоар     | Ромен Грегоар       | Ромен Грегоар              | Феликс Енгелхарт       | Ромен Грегоар         | Визма—лејз а бајк      | Жилијен Алафилип     | Матео Бадилати           | Квин Симонс       |
| 2.    | Винченцо Албанезе | Ромен Грегоар       | Ромен Грегоар              | Феликс Енгелхарт       | Ромен Грегоар         | Визма—лејз а бајк      | Мауро Шмит           | Фабио Кристен            | Мауро Шмит        |
| 3.    | Квин Симонс       | Ромен Грегоар       | Ромен Грегоар              | Феликс Енгелхарт       | Ромен Грегоар         | Мовистар               | Квин Симонс          | Јан Кристен              | Емил Верстринге   |
| 4.    | Жоао Алмеида      | Ромен Грегоар       | Жоао Алмеида               | Феликс Енгелхарт       | Ромен Грегоар         | Израел—премијер тех    | Квин Симонс          | Јан Кристен              | Томас Глог        |
| 5.    | Оскар Онли        | Кевин Вокелен       | Жоао Алмеида               | Александар Власов      | Кевин Вокелен         | Израел—премијер тех    | Пељо Билбао          | Мауро Шмит               | Лоренцо Фортунато |
| 6.    | Јорди Меус        | Кевин Вокелен       | Жоао Алмеида               | Александар Власов      | Кевин Вокелен         | Израел—премијер тех    | Стефан Кинг          | Фабио Кристен            | Хари Свини        |
| 7.    | Жоао Алмеида      | Кевин Вокелен       | Жоао Алмеида               | Александар Власов      | Кевин Вокелен         | Израел—премијер тех    | Квин Симонс          | Марк Ирши                | Тиш Бенот         |
| 8.    | Жоао Алмеида      | Жоао Алмеида        | Жоао Алмеида               | Александар Власов      | Кевин Вокелен         | Израел—премијер тех    | Квин Симонс          | није додијељена          | није додијељена   |
| Крај  | Крај              | Жоао Алмеида        | Жоао Алмеида               | Александар Власов      | Кевин Вокелен         | Израел—премијер тех    | Квин Симонс          | није додијељена          | није додијељена   |

- На другој етапи, Кевин Вокелен, који је био на другом мјесту у класификацији по поенима, носио је црну мајицу за лидера класификације јер је првопласирани Ромен Грегоар носио жуту мајицу за лидера трке.[48]
- На другој етапи, Пабло Кастриљо, који је био на трећем мјесту у класификацији за најбољег младог возача, носио је бијелу мајицу за лидера класификације јер је првопласирани Ромен Грегоар носио жуту мајицу за лидера трке, а другопласирани Кевин Вокелен је носио црну мајицу за лидера класификације по поенима.[48]
- На трећој и четвртој етапи, Винченцо Албанезе, који је био на другом мјесту у класификацији по поенима, носио је црну мајицу за лидера класификације јер је првопласирани Грегоар носио жуту мајицу за лидера трке.[51][52]
- На трећој, четвртој и петој етапи, Вокелен који је био на другом мјесту у класификацији за најбољег младог возача, носио је бијелу мајицу за лидера класификације јер је првопласирани Грегоар носио жуту мајицу за лидера трке.[51][52][53]
- На шестој, седмој и осмој етапи, Оскар Онли, који је био на другом мјесту у класификацији за најбољег младог возача, носио је бијелу мајицу за лидера класификације јер је првопласирани Вокелен носио жуту мајицу за лидера трке.[45][49][50]

## Резултати
| Легенда | Легенда                                      | Легенда | Легенда                                                     | Легенда |
| ------- | -------------------------------------------- | ------- | ----------------------------------------------------------- | ------- |
|         | Означава побједника генералног пласмана      |         | Означава побједника класификације за најбољег младог возача |         |
|         | Означава побједника класификације по поенима |         | Означава побједника тимске класификације                    |         |
|         | Означава побједника брдске класификације     |         | Означава најагресивнијег возача                             |         |

### Генерални пласман
| Позиција | Возач                  | Тим                       | Вријеме     |
| -------- | ---------------------- | ------------------------- | ----------- |
| 1.       | Жоао Алмеида (ПОР)     | УАЕ тим емирејтс ХРГ      | 29ч 29' 01" |
| 2.       | Кевин Вокелен (ФРА)    | Аркеа—бб хотелс           | + 1' 07"    |
| 3.       | Оскар Онли (УК)        | Пикник постнл             | + 1' 58"    |
| 4.       | Феликс Гал (АУТ)       | Декатлон АГ2Р ла мондијал | + 2' 20"    |
| 5.       | Жилијен Алафилип (ФРА) | Тудор про сајклинг        | + 3' 57"    |
| 6.       | Ленард Кемна (ЊЕМ)     | Лидл—трек                 | + 4' 52"    |
| 7.       | Бен о Конор (АУС)      | Џејко—алула               | + 5' 08"    |
| 8.       | Илан ван Вилдер (БЕЛ)  | Судал—Квик-степ           | + 6' 16"    |
| 9.       | Пабло Кастриљо (ШПА)   | Мовистар                  | + 6' 41"    |
| 10.      | Клемен Шампусен (ФРА)  | ХДС Астана                | \|+ 8' 30"  |

### Класификација по поенима
| Позиција | Возач                   | Тим                       | Поени |
| -------- | ----------------------- | ------------------------- | ----- |
| 1.       | Жоао Алмеида (ПОР)      | УАЕ тим емирејтс ХРГ      | 58    |
| 2.       | Оскар Онли (УК)         | Пикник постнл             | 44    |
| 3.       | Кевин Вокелен (ФРА)     | Аркеа—бб хотелс           | 28    |
| 4.       | Ромен Грегоар (ФРА)     | Групама—ФДЈ               | 22    |
| 5.       | Феликс Гал (АУТ)        | Декатлон АГ2Р ла мондијал | 18    |
| 6.       | Квин Симонс (САД)       | Лидл—трек                 | 16    |
| 7.       | Винченцо Албанезе (ИТА) | ЕФ едукејшон—изипост      | 12    |
| 8.       | Луис Аски (УК)          | Групама—ФДЈ               | 12    |
| 9.       | Александар Власов       | Ред бул—Бора–ханзго       | 12    |
| 10.      | Бен о Конор (АУС)       | Џејко—алула               | 8     |

### Брдска класификација
| Позиција | Возач                  | Тим                       | Поени |
| -------- | ---------------------- | ------------------------- | ----- |
| 1.       | Александар Власов      | Ред бул—Бора–ханзго       | 45    |
| 2.       | Жоао Алмеида (ПОР)     | УАЕ тим емирејтс ХРГ      | 29    |
| 3.       | Мауро Шмит (ШВА)       | Џејко—алула               | 24    |
| 4.       | Оскар Онли (УК)        | Пикник постнл             | 23    |
| 5.       | Пељо Билбао (ШПА)      | Бахреин—викторијус        | 23    |
| 6.       | Кевин Вокелен (ФРА)    | Аркеа—бб хотелс           | 17    |
| 7.       | Феликс Енгелхарт (ЊЕМ) | Џејко—алула               | 15    |
| 8.       | Квин Симонс (САД)      | Лидл—трек                 | 13    |
| 9.       | Феликс Гал (АУТ)       | Декатлон АГ2Р ла мондијал | 13    |
| 10.      | Нилсон Паулес (САД)    | ЕФ едукејшон—изипост      | 12    |

### Класификација за најбољег младог возача
| Позиција | Возач                 | Тим                 | Вријеме     |
| -------- | --------------------- | ------------------- | ----------- |
| 1.       | Кевин Вокелен (ФРА)   | Аркеа—бб хотелс     | 29ч 30' 08" |
| 2.       | Оскар Онли (УК)       | Пикник постнл       | + 51"       |
| 3.       | Илан ван Вилдер (БЕЛ) | Судал—Квик-степ     | + 5' 09"    |
| 4.       | Пабло Кастриљо (ШПА)  | Мовистар            | + 5' 34"    |
| 5.       | Финли Пикеринг (УК)   | Бахреин—викторијус  | + 11' 51"   |
| 6.       | Ромен Грегоар (ФРА)   | Групама—ФДЈ         | + 15' 34"   |
| 7.       | Џозеф Блекмор (УК)    | Израел—премијер тех | + 18' 53"   |
| 8.       | Евен Костиу (ФРА)     | Аркеа—бб хотелс     | + 29' 25"   |
| 9.       | Тајмен Грат (ХОЛ)     | Визма—лејз а бајк   | + 33' 45"   |
| 10.      | Сем Мезоноб (ФРА)     | Кофидис             | + 39' 13"   |

### Тимска класификација
| Позиција | Тим                       | Вријеме      |
| -------- | ------------------------- | ------------ |
| 1.       | Израел—премијер тех       | 89ч 05' 10"  |
| 2.       | УАЕ тим емирејтс ХРГ      | + 11' 41"    |
| 3.       | Лидл—трек                 | + 20' 03"    |
| 4.       | Мовистар                  | + 27' 27""   |
| 5.       | Пикник постнл             | + 27' 52"    |
| 6.       | ХДС Астана                | + 48' 39"    |
| 7.       | Визма—лејз а бајк         | + 50' 36"    |
| 8.       | Декатлон АГ2Р ла мондијал | + 52' 34"    |
| 9.       | Бахреин—викторијус        | + 58' 20"    |
| 10.      | Судал—Квик-степ           | + 1ч 11' 47" |